# Isaac Bustos
Isaac Bustos est un boxeur mexicain né le 16 février 1975 à Mexico.

## Carrière
Passé professionnel en 1995, il devient champion d'Amérique du Nord des poids pailles NABF en 2000 puis champion du monde WBC de la catégorie le 18 décembre 2004 après sa victoire par arrêt de l'arbitre au 4e round contre le thaïlandais Eagle Den Junlaphan. Bustos est en revanche battu aux points dès le combat suivant le 4 avril 2005 par Katsunari Takayama. Il met un terme à sa carrière en 2009 sur un bilan de 25 victoires, 10 défaites et 3 matchs nuls.